# Caravan, Motor und Touristik

Logo der CMT

Die Caravan – Motor – Touristik (CMT) ist eine deutsche Publikumsmesse für Touristik und Freizeit. Sie findet fast immer an neun Tagen (Fr–So, inkl. Presse- und Fachbesuchertag am ersten Freitag) im Januar auf dem Gelände der Messe Stuttgart statt. Im Jahr 2018 besuchten 265.000 Menschen die CMT. Damals feierte die mittlerweile weltweit größte Publikumsmesse für Tourismus und Freizeit ihren 50. Geburtstag. Veranstalter der CMT ist die Landesmesse Stuttgart GmbH & Co. KG, ideelle Träger bzw. Sponsoren sind CIVD Caravaning Industrie Verband e. V., DCHV Deutscher Caravan Handels-Verband e. V., ADAC Württemberg, ADFC Baden-Württemberg und BWGV-Baden-Württembergischer Golf Verband e. V.

## Geschichte
Erstmals fand die CMT im Jahr 1968 statt. Damals noch unter dem Namen „Motor-Sport-Freizeit“. 1971 gab es in Stuttgart die CCT – Caravan, Camping, Tourismus. Seit 1972 findet die CMT unter ihrem jetzigen Namen statt.
Seit den 1990er Jahren wurde die CMT beständig um Tochterveranstaltungen erweitert:
- GolfReisen (1995)
- Fahrrad- und ErlebnisReisen (2000)
- WellnessReisen (2003)
- Kreuzfahrt- und SchiffsReisen (2004)
- Wandern (2005)

## Themengebiete

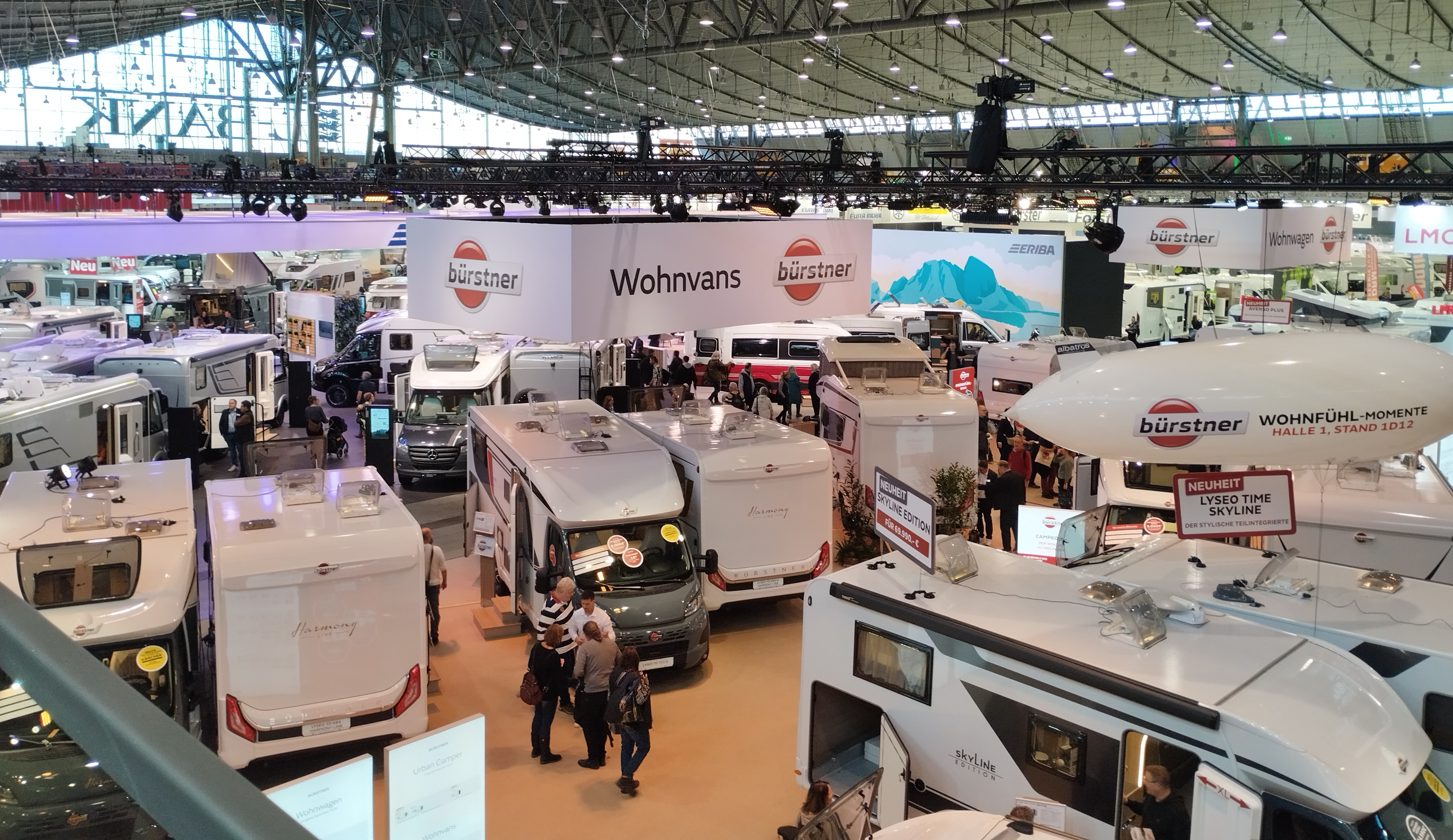
Caravan-Ausstellung in der Halle 1 (2025)

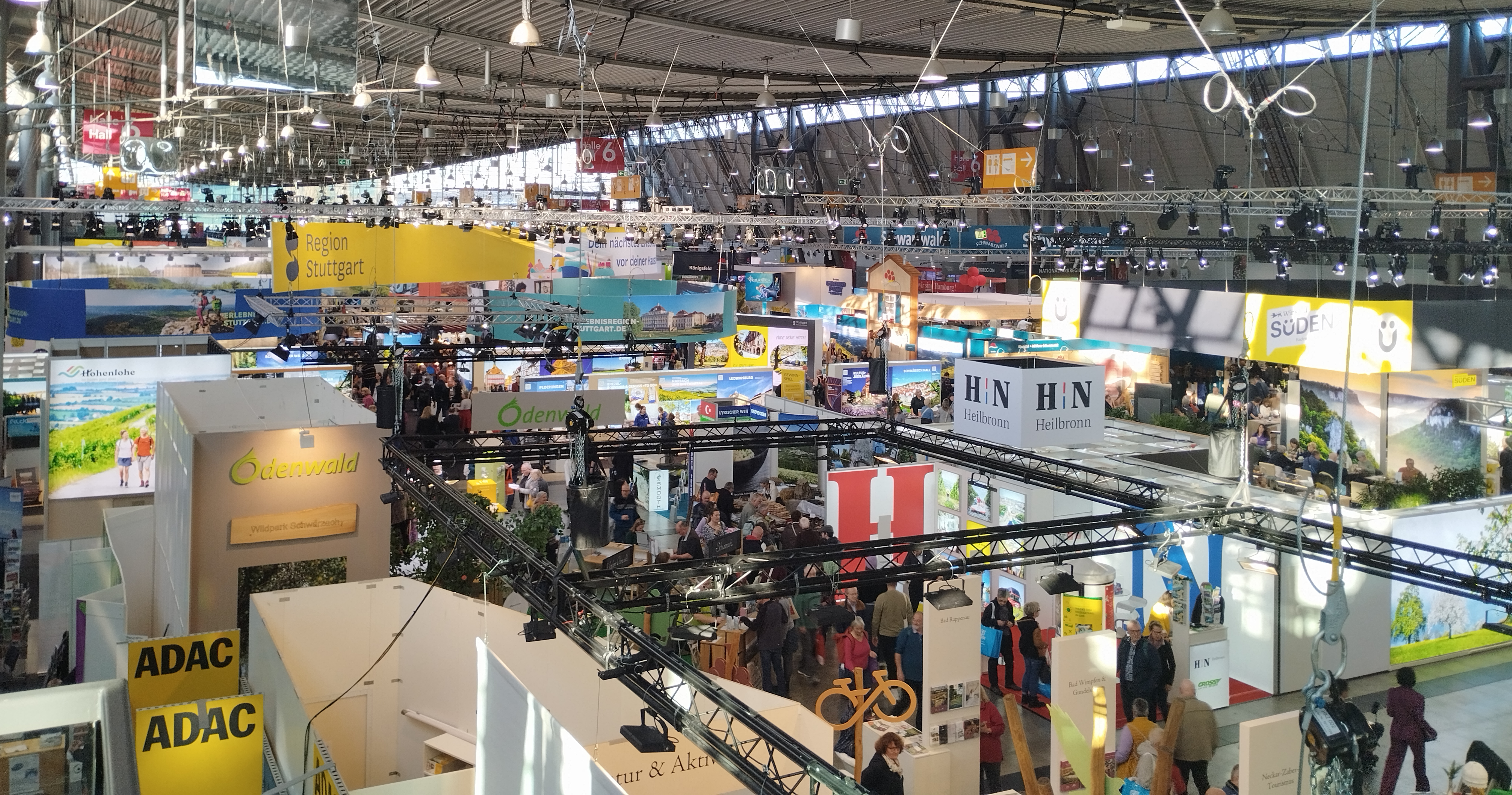
Tourismus-Ausstellung in der Halle 6 (2025)

Die CMT umfasst drei große Ausstellungsbereiche:
- C (Caravan) – Caravan, Reisemobile, Camping
- M (Motor) – Caravan-Zugfahrzeuge, SUVs, Familien-Vans, E-Mobilität
- T (Tourismus) – Länder, Regionen, Reiseveranstalter, Reisebüros, Busunternehmer, Fluggesellschaften, Hotels

## Besonderheiten
Das Corps Touristique (Vereinigung der ausländischen nationalen Tourismusorganisationen und Eisenbahnen in Deutschland) hat die CMT unter den deutschen Urlaubsmessen 2016 zum insgesamt 8. Mal mit dem Preis „Beste Reisemesse“ ausgezeichnet, drei Mal belegte die CMT den zweiten Rang.
Die CMT hat jedes Jahr verschiedene Partnerländer und -regionen, die im Fokus der Veranstaltung stehen.
- Partnerland 2017: Albanien
- Partnerregion 2017: Nördlicher Schwarzwald
- Partnerländer 2018: Panama und Ungarn
- Partnerregion 2018: Trentino
- Partnerland 2024: Philippinen
- Partnerland 2025: Indien

### Tochterveranstaltungen
- Fahrrad- & ErlebnisReisen mit Wandern: Fahrrad, Erlebnis, Wandern, GPS, Zubehör, Fahrradparcours. Ab 2018 wird die Fahrrad- & ErlebnisReisen mit Wandern unter anderem um die Themen Drachen- und Gleitschirmfliegen, Paragliding und Kite-Surfing ergänzt. Die bis dato in Sindelfingen stattfindende Thermik-Messe wird dann Teil der Veranstaltung.[4]
- Golf- & WellnessReisen: Golf, Wellness, Driving Range, Zubehör
- Kreuzfahrt- & SchiffsReisen: Kreuzfahrt, Schiffsreisen

## Zahlen & Fakten
Die CMT ist eine der größten Veranstaltungen der Messe Stuttgart. Sie belegt alle neun Hallen des Messegeländes mit einer Brutto-Ausstellungsfläche von insgesamt über 105.000 Quadratmetern. 2018 belegte die CMT – als erste Veranstaltung überhaupt – die neue Halle 10 der Messe Stuttgart. Die Ausstellungsfläche wuchs damit auf 120.000 Quadratmeter.

### Zertifizierte Besucherzahlen
- 2015: 239.611
- 2016: 219.331
- 2017: 234.942[5]
- 2020: 300.000
- 2023: 265.000
- 2024: 234.000[6][7]

### Zertifizierte Ausstellerzahlen
- 2015: 2.025
- 2016: 2.082
- 2017: 2.035[5]
- 2020: 2.161
- 2024: 1.600[8][9]